# Yodobashi Camera

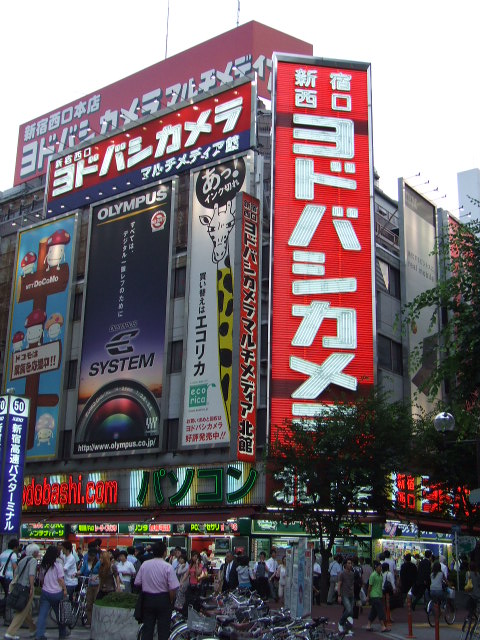
Loja Shinjuku Nishiguchi

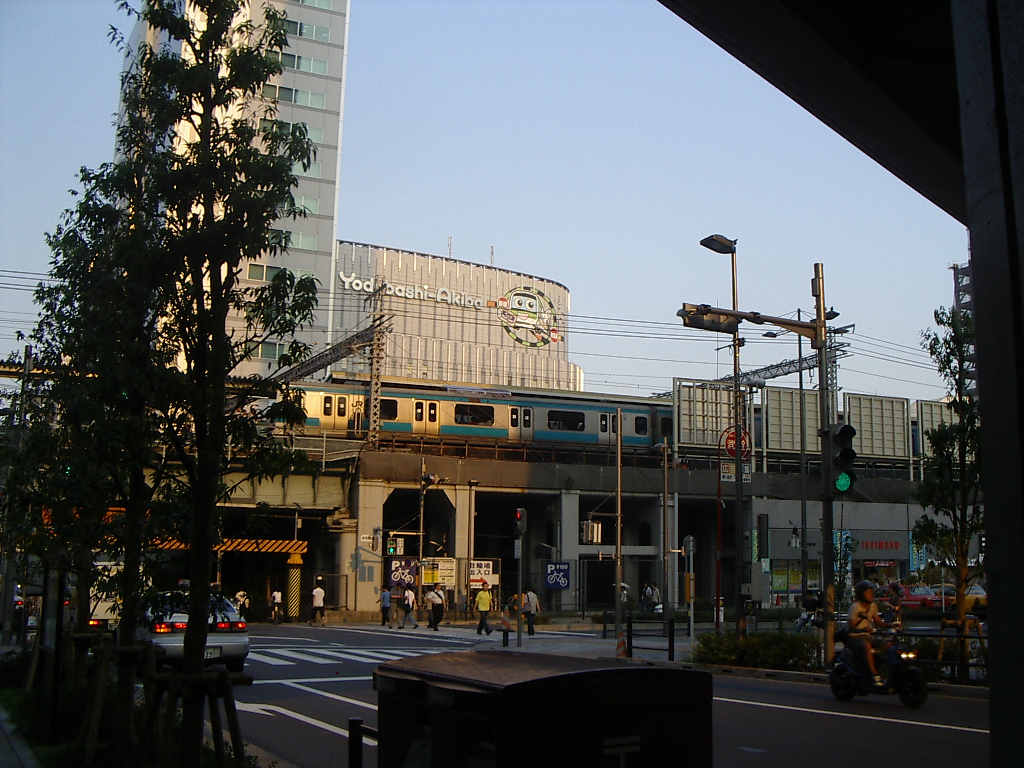
Yodobashi Akiba

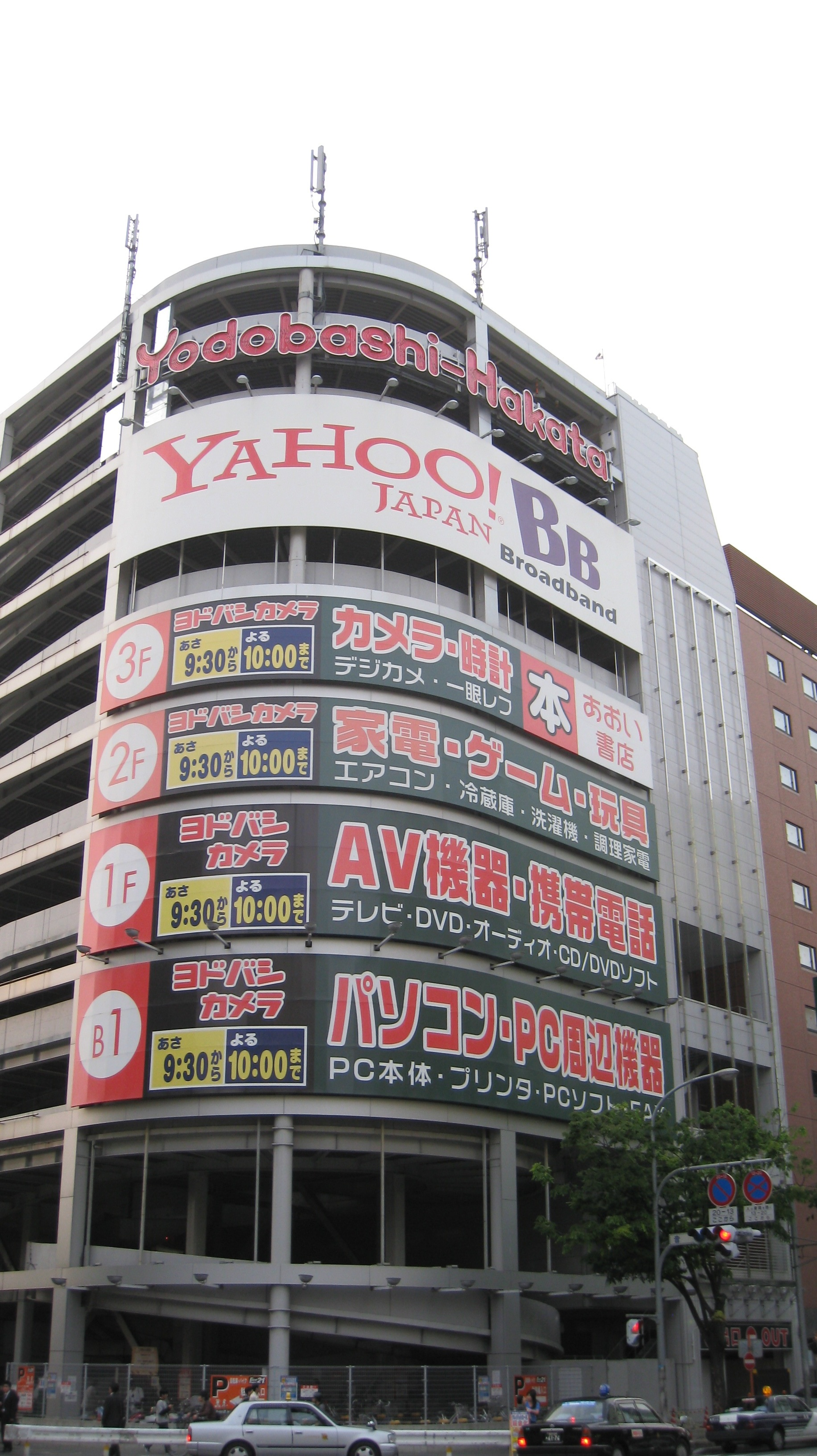
Yodobashi Hakata

Yodobashi Camera Co.,Ltd. (ヨドバシカメラ) é uma cadeia de lojas que vendem produtos eletrônicos. Atualmente, eles possuem 20 lojas no Japão.
A loja em Akihabara (Akiba), próxima a estação Akihabara JR, é uma das nove lojas mais altas e que mais vendem diversos produtos, desde brinquedos, videogames, computadores, laptops, câmeras e equipamentos de áudio, incluindo eventos especiais quando um produto é lançado. Em seu 9º andar também possui variados restaurantes.
Em Shinjuku próximo a estação JR, Yodobashi também possui várias lojas próximas, fornecendo uma vasta seleção de produtos eletrônicos.
A música tema da loja é um cover da The Battle Hymn of the Republic.

## Histórico
- 1960 - Iniciou como Fujisawa Shashin Shokai
- 1974 - Mudou o nome para Yodobashi Camera Co.,Ltd.
- 1975 - Shinjuku Nishiguchi (primeira loja criada)
- 1989 - Publica Yodobashi Point Card
- 1998 - Abre loja na internet
- 2005 - Akiba (megastore criada)

## Lojas
- Shinjuku Nishiguchi Honten (Entrada principal)
- Multimedia Shinjuku Higashiguchi (Entrada Leste)
- Multimedia Akiba (Yodobashi Akiba)
- Multimedia Ueno
- Multimedia Kichijōji
- Hachiōji
- Multimedia Machida
- Multimedia Kinshichō
- Multimedia Kawasaki Le FRONT
- Yodobashi Outlet Keikyū Kawasaki
- Multimedia Yokohama
- Multimedia Keikyu Kami-Ōoka
- Chiba
- Multimedia Utsunomiya
- Multimedia Sapporo
- Multimedia Sendai
- Kōriyama ekimae
- Niigata
- Multimedia Umeda (Yodobashi Umeda)
- Multimedia Hakata (Yodobashi Hakata)